# FK Brandýs nad Labem
FK Brandýs nad Labem je fotbalový klub působící v městě Brandýs nad Labem ve Středočeském kraji. Od sezóny 2024/25 je účastníkem Divize C.

## Historie

### Vznik klubu a období do roku 1948
Klub byl založen roku 1901 jako SK Brandýs n.L. První oficiální zápas byl sehrán 23.5.1901. V roce 1909 bylo otevřeno nové hřiště na vojenském cvičišti „U jízdárny“. V roce 1912 byl pronajat pozemek proti cvičišti jezdeckého oddílu a zde vybudováno travnaté hřiště s oplocením a dřevěnými kabinami. Toto hřiště bylo v roce 1914 zničeno velkou vodou a zbytek byl rozkraden.[zdroj?] Činnost klubu po první světové válce byla obnovena v roce 1919, kdy bylo vybudováno další hřiště u nádraží. Zde se hrálo pouze dva roky a následovalo další stěhování. V roce 1947 se klub přestěhoval do současného působiště na Spořilov.

### Období od roku 1948 do roku 1988
V roce 1948 klub změnil název na Sokol Brandýs n.L. V roce 1966 se do názvu promítla podpora Brandýských strojíren a sléváren, kdy se jméno změnilo na BSS Brandýs n.L. a otevřelo se druhé travnaté hřiště (současné hlavní) spolu s patrovou budovou šaten, sociálním zařízením a klubovnou. V ročníku 1978/79 mužstvo poprvé postoupilo do divize. V sezóně 1981/82 bylo přeřazeno do Divize C, ve které hrálo až do ročníku 1986/87, kdy postoupilo do II. národní ligy. Po ročním působení následoval další postup do I. národní ligy.

### Česká národní fotbalová liga
Druhá nejvyšší soutěž se v Brandýse hrála v letech 1988–1995. Nebylo výjimkou, že zápasy na Spořilově v té době sledovaly až dva tisíce diváků z širokého okolí.[zdroj?] V ročníku 1991/92 bojoval dokonce Brandýs n.L. s Brnem o postup do první ligy. Spořilov tehdy navštívila mimo jiné první mužstva FC Slovan Liberec, Sklobižu Jablonec, SK Dynamo České Budějovice, Ostroje Opava, SU Teplice, atd. V klubu působili jako trenéři: Miroslav Linhart, Václav Hradecký, Jiří Nevrlý, Michal Jelínek, Zdeněk Peclinovský, Josef Bouška, Jan Poštulka nebo Jan Berger. Rovněž se zde vystřídalo několik sekretářů: Miloš Svoboda, Ivan Horník, Jiří Vopravil a Antonín Januška. V roce 1993 brandýskou kopanou přestala finančně podporovat firma BSS a klub se ocitl ve finančních problémech, které neodvrátilo ani krátkodobé spojení s firmou ALFA.[zdroj?]

### Sestup
V roce 1995 klub v důsledku nedostatku financí sestoupil z druhé ligy a přihlásil se rovnou do divize. Také tato soutěž byla pro klub finančně náročná a byla tak přenechána Kaučuku Kralupy nad Vltavou. Mužstvo pak působilo v oblastním přeboru a poté dva roky v I. A třídě. Finanční situace klubu se zlepšila s příchodem nového sponzora - firmy Auto Panoko a.s. Mužstvo získalo posily a pohybovalo se na předních místech I. A třídy. V létě 2000 došlo ke sloučení s ČZU Praha a klub získal divizní soutěž. Tu hrál klub do sezony 2002/2003, kdy skončil na 14. místě a z divize sestoupil do Středočeského krajského přeboru. Z něj sestoupil klub v sezóně 2006/2007 do I. A třídy.

### FK Brandýs-Boleslav
V sezoně 2008/2009 postoupil FK Brandýs zpět do Krajského přeboru a následně došlo ke spojení se Slavojem Stará Boleslav. Spojením vznikl nový subjekt pod názvem FK Brandýs-Boleslav, jehož cílem bylo vrátit do města vyšší soutěže. Tyto cíle nebyly naplněny, a tak v roce 2013 došlo k rozdělení týmu mužů na původní týmy FK Brandýs nad Labem a FK Slavoj Stará Boleslav. Mládežnická mužstva zůstala pod hlavičkou FK Brandýs-Boleslav a využívají sportovní zařízení v Brandýse nad Labem a ve Staré Boleslavi. Příslušná vlastní sportoviště vlastní oba kluby samostatně.

### Z okresního přeboru do divize
V sezóně 2013/14 se mužstvo umístilo na druhé příčce Okresního přeboru a postoupilo do 1.B třídy, kterou vyhrálo a podruhé za sebou postoupilo do vyšší soutěže. Po jedné sezóně v I.A třídě následoval další postup do Krajského přeboru, ten hned v první sezóně mužstvo vyhrálo a postoupilo do divize. V sezóně 2017/18 Brandýs skončil na 11. místě divizní skupiny C. Od sezóny 2018/19 byl Brandýs přeřazen do divizní skupiny B. Pro sezónu 2022/23 byl FK Brandýs na jeden rok přeřazen opět do Divize C, po roce se však vrátil zpátky do divizní skupiny B.

## Historické názvy klubu
- 1901 – SK Brandýs n.L. (Sportovní klub Brandýs nad Labem)
- 1948 – TJ Sokol Brandýs n.L. (Tělovýchovná jednota Sokol Brandýs nad Labem)
- 1951 – TJ Sokol Agrostroj Brandýs n.L. (Tělovýchovná jednota Sokol Agrostroj Brandýs nad Labem)
- 1953 –TJ Spartak Brandýs n.L. (Tělovýchovná jednota Spartak Brandýs nad Labem)
- 1966 – TJ BSS Brandýs n.L. (Tělovýchovná jednota Brandýské strojírny a slévarny Brandýs nad Labem)
- 1974 – TJ Brandýs n.L. (Tělovýchovná jednota Brandýs nad Labem)
- 1979 – TJ BSS Brandýs n.L. (Tělovýchovná jednota Brandýské strojírny a slévarny Brandýs nad Labem)
- 1993 – SK ALFA Brandýs n.L. (Sportovní klub ALFA Brandýs nad Labem)
- 1996 – FK Kaučuk Brandýs n.L. (Fotbalový klub Kaučuk Brandýs nad Labem)
- 1998 – FC PANOKO Brandýs n.L. (Fotball club PANOKO Brandýs nad Labem)
- 2000 – FK Brandýs nad Labem (Fotbalový klub Brandýs nad Labem)

## Sportovní úspěchy

### Umístění v jednotlivých sezonách
- 2014/2015: 1. místo v Poháru SKFS 2014/2015 a kvalifikace do předkola MOL Cupu 2015/16

### Klubové rekordy
- Nejvyšší výhra - 20:0 nad Čechií Vykáň v ročníku 1941/42,
- Nejvyšší prohra - 0:10 s Tn PS Praha v ročníku 1958/59,
- Nejdelší období bez prohry - 17 zápasů v ročníku 1969/70
- Nejdelší období bez výhry - 29 zápasů v ročníku 1997/98
- Nejvíce branek v jednom ročníku - Jiří Loužecký - 41 branek v ročníku 1955/56
- Nejdelší období bez inkasovaného gólu - Jakub Janáček - 484 minut - ročník 2014/15
- Nejdelší období bez vstřeleného gólu - 482 minut - ročník 1967/68
- Divácký rekord - 3158 platících diváků na osmifinále Českého poháru proti týmu AC Sparta Praha

## Umístění v jednotlivých sezonách
Stručný přehled
- 2004–2007: Přebor Středočeského kraje
- 2007–2011: I. A třída Středočeského kraje – sk. B
- 2011–2013: I. B třída Středočeského kraje – sk. C
- 2013–2014: Okresní přebor Praha-východ
- 2014–2015: I. B třída Středočeského kraje – sk. B
- 2015–2016: I. A třída Středočeského kraje – sk. B
- 2016–2017: Přebor Středočeského kraje
- 2017–2018: Divize C
- 2018–2022: Divize B
- 2022–2023: Divize C
- 2023–2024: Divize B
- 2024–2025: Divize C

Jednotlivé ročníky
Legenda: Z - zápasy, V - výhry, R - remízy, P - porážky, VG - vstřelené góly, OG - obdržené góly, +/- - rozdíl skóre, B - body, červené podbarvení - sestup, zelené podbarvení - postup, fialové podbarvení - reorganizace, změna skupiny či soutěže
| Česko (2004– ) |                                        |        |    |    |    |    |    |    |     |    |        |
| Sezóny         | Liga                                   | Úroveň | Z  | V  | R  | P  | VG | OG | +/- | B  | Pozice |
| 2004/05        | Přebor Středočeského kraje             | 5      | 30 | 11 | 6  | 13 | 46 | 36 | +10 | 39 | 10.    |
| 2005/06        | Přebor Středočeského kraje             | 5      | 30 | 12 | 7  | 11 | 46 | 41 | +5  | 43 | 8.     |
| 2006/07        | Přebor Středočeského kraje             | 5      | 30 | 7  | 10 | 13 | 36 | 47 | -11 | 31 | 14.    |
| 2007/08        | I. A třída Středočeského kraje – sk. B | 6      | 30 | 13 | 3  | 14 | 58 | 56 | +2  | 42 | 8.     |
| 2008/09        | I. A třída Středočeského kraje – sk. B | 6      | 30 | 18 | 6  | 6  | 83 | 38 | +45 | 60 | 3.     |
| 2009/10        | I. A třída Středočeského kraje – sk. B | 6      | 30 | 12 | 3  | 15 | 62 | 61 | +1  | 39 | 12.    |
| 2010/11        | I. A třída Středočeského kraje – sk. B | 6      | 30 | 6  | 4  | 20 | 50 | 71 | -21 | 2  | 16.    |
| 2011/12        | I. B třída Středočeského kraje – sk. C | 7      | 26 | 8  | 5  | 13 | 46 | 66 | -20 | 29 | 12.    |
| 2012/13        | I. B třída Středočeského kraje – sk. C | 7      | 26 | 8  | 1  | 17 | 39 | 61 | -22 | 25 | 12.    |
| 2013/14        | Okresní přebor Praha-východ            | 8      | 26 | 19 | 3  | 4  | 87 | 29 | +58 | 60 | 2.     |
| 2014/15        | I. B třída Středočeského kraje – sk. B | 7      | 26 | 20 | 2  | 4  | 83 | 22 | +61 | 62 | 1.     |
| 2015/16        | I. A třída Středočeského kraje – sk. B | 6      | 30 | 26 | 2  | 2  | 99 | 24 | +75 | 81 | 1.     |
| 2016/17        | Přebor Středočeského kraje             | 5      | 30 | 24 | 2  | 4  | 80 | 22 | +58 | 76 | 1.     |
| 2017/18        | Divize C                               | 4      | 30 | 9  | 11 | 10 | 51 | 49 | +2  | 42 | 11.    |
| 2018/19        | Divize B                               | 4      | 30 | 12 | 5  | 13 | 45 | 42 | +3  | 43 | 10.    |
| 2019/20        | Divize B                               | 4      | 16 | 5  | 6  | 5  | 21 | 21 | 0   | 2  | 10.    |
| 2020/21        | Divize B                               | 4      | 8  | 2  | 2  | 3  | 15 | 14 | +1  | 10 | 10.    |
| 2021/22        | Divize B                               | 4      | 30 | 12 | 4  | 14 | 51 | 56 | -5  | 40 | 9.     |
| 2022/23        | Divize C                               | 4      | 30 | 8  | 4  | 18 | 35 | 71 | -36 | 28 | 14.    |
| 2023/24        | Divize B                               | 4      | 30 | 12 | 7  | 11 | 51 | 51 | 0   | 43 | 8.     |
| 2024/25        | Divize C                               | 4      | 30 | 13 | 5  | 12 | 54 | 41 | +13 | 4  | 7.     |

Poznámky:
- 2019/20: Sezona nedohrána kvůli pandemii covidu-19.
- 2020/21: Sezona nedohrána kvůli pandemii covidu-19.